# Isidor de Gaza
Isidor de Gaza (grec antic: Ἰσίδωρος, llatí: Isidorus) va ser un filòsof neoplatònic grec amic de Procle i de Marí al que va succeir com a cap de l'escola neoplatònica, però més endavant es va retirar a la vida privada.
Segons el Suides estava casat amb Hipàcia, una altra filòsofa famosa, però això és dubtós. La seva mare Teodota també va pertànyer a una família de filòsofs i era germana d'Egipte l'amic d'Hèrmies. Damasci en va escriure una biografia que cita Foci, però s'ha perdut.